# Амеймар
Амеймар (ивр. אמימר‎), также Амемар II, или Амемар Нагардейский, — амора пятого поколения из Негардеи.

## Биография
Амеймар родился в городе Негардея и его основными учителями были рав Зевид и рав Дими преподававшие в этом городе.
Какое-то время Амеймар занимал пост главы ешивы Негардеи. Его выдающимися учениками были рав Аха бар Рава и рав Гамда. Кроме того, выдающимся законоучителем был сын Амеймара известный под именем Мар.

## Высказывания
- «Должник, чьё недвижимое имущество было конфисковано в счёт уплаты долга, имеет право выкупить своё имущество в течение неограниченного времени»[2].